# Левицкий, Михаил Васильевич
Михаи́л Васи́льевич Леви́цкий (укр. Михайло Васильович Левицький) (1891, Австро-Венгрия — 1933, Советский Союз) — украинский советский дипломат, партийный деятель, коммунист. Член Центральной Контрольной Комиссии КП(б)У, кандидат в члены ЦК КП(б)У.

## Биография
Окончил гимназию во Львове. Во время Первой мировой войны был офицером армии Австро-Венгерской империи. Находился в плену в Российской империи. Активный участник борьбы за советскую власть в Туркестане. В 1918 был редактором газеты «Туркестанская правда» в Ташкенте, член РКП(б) с того же года. С 1919 один из руководителей коммунистического движения в Восточной Галиции, член Временного комитета Коммунистической партии Восточной Галиции (КПВГ), член подпольного ЦК КПВГ. В 1920 избирался членом политического бюро КПВГ, членом Галицкого революционного комитета. Был делегатом II конгресса Коминтерна в 1920. В 1920—1924 годах находился на дипломатической работе: в 1921—1923 годах был полномочным представителем УССР в Чехословакии, в 1923—1924 годах дипломатическим представителем СССР в Австрии. В 1921 женился на Ольге Фёдоровне Кравцивой. С 1924 народный комиссар рабоче-крестьянской инспекции УССР, член коллегии Народного комиссариата РКИ УССР, заведующий сельскохозяйственной секцией Народного комиссариата РКИ УССР, заместитель уполномоченного Народного комиссариата иностранных дел СССР по Украинской ССР. В 1927—1928 заведующий информационного отдела ЦК КП(б)У. В 1928—1930 годах ответственный секретарь Волынского окружного комитета КП(б)У в городе Житомире. В 1930—1931 годах заведующий культурно-образовательного отдела ЦК КП(б)У. На IX съезде КП(б)У был избран членом Центральной контрольной комиссии КП(б)У, на X и XI съездах КП(б)У — кандидатом в члены ЦК КП(б)У. Арестован и выслан в Сормово, где в 1933 и застрелился.